# Comissariado do Reich de Moscou

Comissariado do Reich de Moscou

Reichskommissariat Moskowien (também representado como Moskau, abreviado como RKM, em russo:  Рейхскомиссариат Московия), literalmente "Comissariado do Reich de Moscou", era o regime de ocupação civil que a Alemanha nazista pretendia criar na região central e no norte da Rússia durante a Segunda Guerra Mundial, um dos vários Reichskommissariats nazistas. Também era conhecido inicialmente como o Reichskommissariat Russland. Siegfried Kasche seria o Reichskomissar da região, mas devido à incapacidade alemã de ocupar os territórios destinados a formar o Reichskommissariat, ele permaneceu apenas como um projeto.